# Tonkatsu

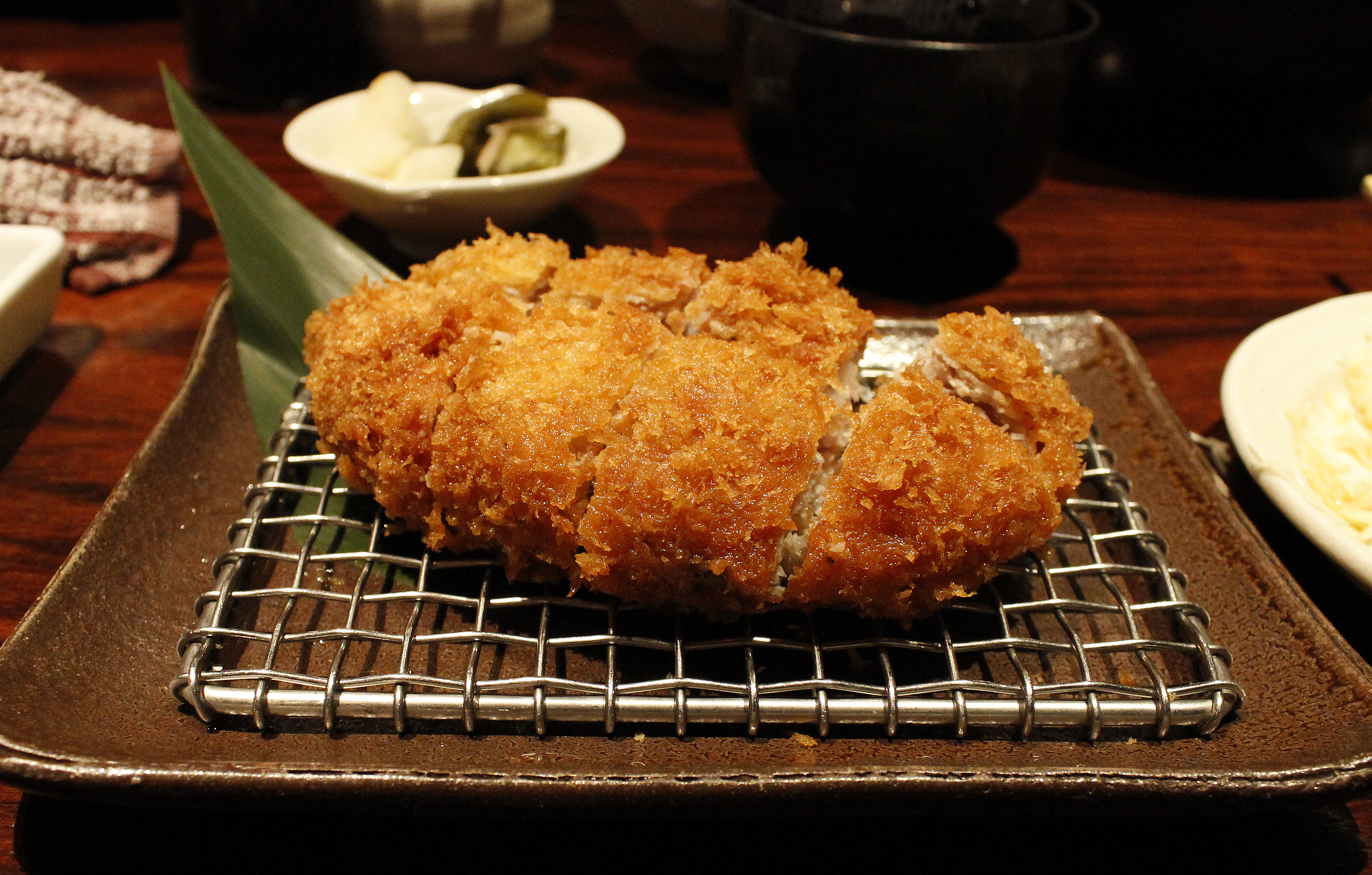
Tonkatsu

Tonkatsu (em japonês: 豚カツ, とんかつ ou トンカツ, "costeleta de porco") é um prato da culinária japonesa, inventado no fim do século XIX e um dos mais populares do Japão. Consiste de uma costeleta de porco frita e empanada, entre um e dois centímetros de espessura e fatiada em pequenos pedaços, geralmente servida com repolho picado e/ou sopa de missô. Um filé de porco (ヒレ, hire) ou lombo (ロース, rōsu) pode ser utilizado; a carne costuma ser salgada, apimentada, passada levemente por farinha, mergulhada numa mistura de ovo e empanada com o panko antes de ser mergulhada na fritura.
Originalmente era considerada uma variedade yōshoku de pratos da culinária europeia, inventada no fim do século XIX, e era chamada de katsuretsu ("costeleta") ou simplesmente katsu.
Os primeiros katsuretsu eram feitos com carne bovina; a versão de porco, semelhante ao prato atual, teria sido servido pela primeira vez em 1890, num restaurante de comida ocidental em Ginza, Tóquio. O termo "tonkatsu" foi cunhado na década de 1930.